# Симфонія № 12 (Шостакович)
Симфонія № 12 ре мінор, тв. 112 «1917 рік» (рос. 1917 год)— симфонія Дмитра Дмитровича Шостаковича, написана в 1957 році. Вперше виконана 1 жовтня 1961 року Ленінградським філармонічним оркестром під керуванням Євгена Мравінського. Симфонія присвячена пам'яті В. І. Леніна
Симфонія в 4-х частинах, кожна з яких має свою назву:
1. Революційний Петроград. Moderato. Allegro
2. Разлив. Allegro. Adagio
3. «Аврора». Allegro
4. Зоря людства (рос. Заря Человечества). Allegro. Allegretto

## Характеристика

### Створення
Шостакович намагався або, принаймні, оголосив про свій намір створити симфонію присвячену Леніну ще в 1930-х роках, про що повідомляв в інтерв'ю протягом двох з половиною років. Він планував цю симфонію як біографічну драму, простежуючи Леніна з юності до створеного ним радянського суспільства, використовуючи тексти Володимира Маяковського. У грудні 1940 року Шостакович зізнався, що йому не вдалося написати ленінську кантату на тексти Маяковського, але про ленінську симфонію продовжував говорити і в 1941 році до вторгнення Німеччини в червні.
Влітку 1959 року Шостакович повертається до ідеї ленінської симфонії. «Якою буде форма моєї ідеї, чи буде це ораторією, кантатою, симфонією чи симфонічним віршем, я не хочу передбачати. Ясно одне: намагання втілити могутній образ найвеличнішої людини нашої найскладнішої епохи вимагатиме напруження всіх творчих ресурсів». Хоча Шостакович висловив бажання підготувати твір до 90-ї річниці від дня народження Леніна в квітні 1960 р., вкластися в цей термін йому не вдалося. Процес заповільнився, коли композитор впав і зламав ліву ногу на весіллі свого сина Максима в жовтні 1960 року. Він закінчив роботу наступного року.

### Аналіз
Як і Одинадцята симфонія, Дванадцята — програмна. Програма обумовлює форму твору і назви частин, присвячені Російській революції. Як і Одинадцята, ця симфонія має чотири частини, що виконуються без перерви. Проте, на відміну від попередньої, Дванадцята меншою мірою схожа на кінохроніку, натомість її частини є серією роздумів, що спонукають її називати «народним героїчним епосом», на відміну від Одинадцятої — «народної музичної драми». Дванадцята також на відміну від експериментальної Другої симфонії, є надзвичайно традиційною, з швидкою першою частиною, викладеним за академічними канонами в дусіМясковського та його вчителя Глазунова.

### Політичні міркування

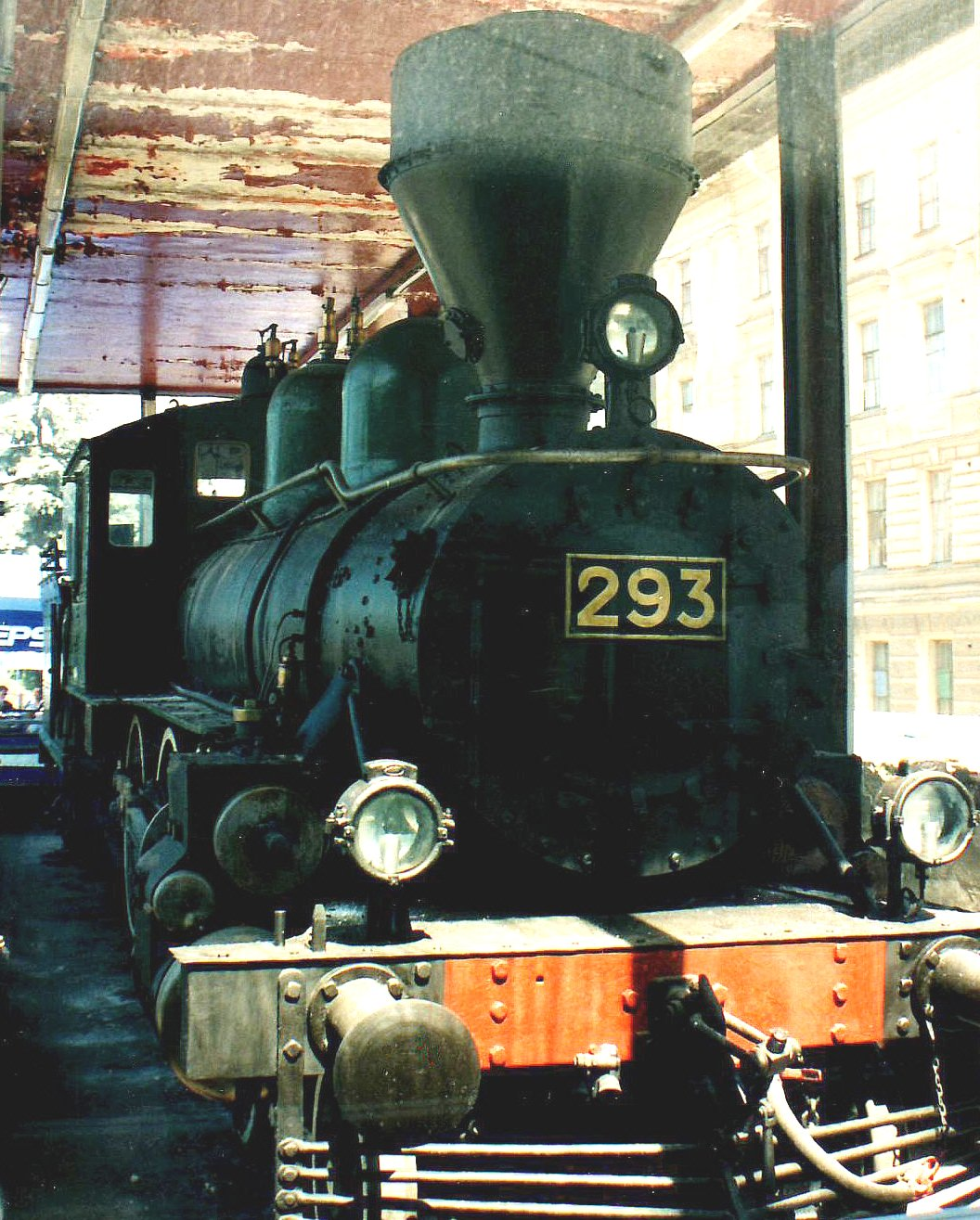
Локомотив поїзда Леніна, яким він прибув на станцію Фінляндія, Петроград у квітні 1917 року.

Деякі критики, особливо на Заході, вважають Дванадцяту найслабшоюю у музичному відношенні симфонією Шостаковича. Шостакович став членом партії в 1960 році і, можливо, відчував себе змушеним написати симфонію партійного змісту, щоб захистити себе. Те, що композитор почувався б змушеним зробити це в розпал хрущовської відлиги, може бути поставлене під сумнів, і уряд на даний момент його кар'єри, можливо, визнав політично доцільнішим експлуатацію Шостаковича, аніж переслідування. Проте доктрина Жданова 1948 року була скасована лише в 1958 році, і Шостакович не забув звинувачень 1936 року. І він не був абсолютно вільний висловити своє бажання, що незабаром показала політична суперечка щодо його Тринадцятої симфонії. Через ці обставини деякі критики вважають, що Дванадцята являє собою небажане проникнення офіціозу в композиторську творчість Шостаковича, окрім його патріотичних фільмів та інших замовлених творів.
Також припускається, що наївність програми, структури та тематичного матеріалу Дванадцятої симфонії свідчить про те, що Шостакович швидко написав її, відмовившись від попереднього, можливо, безглуздого сатиричного проекту. Джерелом цієї історії був друг композитора Лев Лебідінський, з яким композитор зв’язався за кілька днів до прем’єри твору. Ця теорія має дві основні проблеми. По-перше, у Шостаковича було лише кілька днів, щоб переписати 40-хвилинну симфонію. По-друге, робота вже була представлена у Спілці композиторів 8 вересня, тому будь-які суттєві зміни привернули б значну увагу та коментарі. Хоча лише детальний аналіз рукопису може підтвердити це, проте, виглядає ймовірнішим, що Шостакович радикально переглянув концепцію симфонії між літом 1960 року і літом 1961 року, коли закінчив роботу.

### Сприйняття
Дванадцята симфонія була добре сприйнята в Радянському Союзі, хоч і прохолодніше, ніж її попередниця. На Заході Одинадцяту симфонію сприйняли досить тепло, частково через імовірний натяк на угорське повстання 1956 року, але очевидно прокомуністична тематика Дванадцятої стала причиною прохолодного прийому на Заході. Перший виступ у Великій Британії відбувся на Единбурзькому фестивалі 4 вересня 1962 р. за участю композитора. Її невигідно порівняли з Четвертою симфонією, яка вперше вийшла за межі Росії лише через три дні. Успіх Четвертої в поєднанні з провалом Дванадцятої призвів до припущення, що творчі сили Шостаковича згасають. Західні слухачі стали більш сприйнятливими після «холодної війни», але «Дванадцята» залишається серед найменш популярних симфоній Шостаковича через її замовний характер.